# Krajowa Izba Diagnostów Laboratoryjnych
Krajowa Izba Diagnostów Laboratoryjnych (KIDL) – jednostka organizacyjna samorządu zawodowego posiadająca osobowość prawną, działająca na podstawie ustawy z dnia 15 września 2022 r. o medycynie laboratoryjnej (Dz.U. z 2023 r. poz. 2125), a do 2022 r. na podstawie ustawy z dnia 27 lipca 2001 r. o diagnostyce laboratoryjnej (Dz.U. z 2022 r. poz. 2162). 
Siedziba Izby znajduje się przy ul. Konopackiej 4 w Warszawie.

## Opis
Samorząd zawodowy diagnostów laboratoryjnych, zrzesza i reprezentuje osoby wykonujące zawód zaufania publicznego – zawód diagnosty laboratoryjnego oraz sprawuje nadzór nad należytym wykonywaniem czynności diagnostyki laboratoryjnej. Od 2022 roku Prezesem Krajowej Rady Diagnostów Laboratoryjnych jest Monika Pintal Ślimak. 
Głównymi zadaniami Krajowej Izby Diagnostów Laboratoryjnych są:
- sprawowanie nadzoru nad należytym wykonywaniem czynności diagnostyki laboratoryjnej
- reprezentowanie diagnostów laboratoryjnych oraz ochrona ich interesów zawodowych
- działanie na rzecz stałego podnoszenia kwalifikacji zawodowych przez diagnostów laboratoryjnych
- udział w ustalaniu standardów i zasad oceny pracy w diagnostyce laboratoryjnej
- integrowanie środowiska diagnostów laboratoryjnych
- prowadzenie badań w zakresie ochrony zdrowia.

Organami Krajowej Izby Diagnostów Laboratoryjnych są:
- Krajowy Zjazd Diagnostów Laboratoryjnych
- Krajowa Rada Diagnostów Laboratoryjnych
- Wyższy Sąd Dyscyplinarny
- Sąd Dyscyplinarny
- Komisja Rewizyjna
- Rzecznik.